# Trichura esmeralda
Trichura esmeralda là một loài bướm đêm thuộc phân họ Arctiinae, họ Erebidae.